# Descenso Folklórico del Nalón
El Descenso Folklórico del Nalón es un desfile acuático y de tono humorístico que se celebra en el río Nalón a su paso por el concejo de Laviana en Asturias. Ocasionalmente es también citado como "Descenso Folclórico del Nalón" o "Descenso del Nalón".
En el año 2017 cumplió su 50 edición en la que, además de las peñas actuales, contó con la participación de algunas de las peñas históricas que le dieron el glamour inicial a esta fiesta.
En el año 2018 fue elegida mejor fiesta de España mediante las votaciones del concurso "Mi fiesta es la mejor", impulsada desde el portal Clubrural
El Descenso se trata de un festival lúdico en el que la gente desciende por el río con diferentes embarcaciones de creación propia, las cuales portan temáticas diferentes. 
El desfile comienza sobre las tres de la tarde cuando la gente se dirige desde el centro de la localidad de Pola de Laviana hacia Puente de Arco (Puente d'Arcu), es en este lugar en donde se inicia sobre las cinco de la tarde el descenso por el río pasando en primer lugar bajo los arcos del Puente romano de Puente de Arco y tras atravesar diferentes remansos, rápidos, y zonas pedregosas; kilómetro y medio más abajo se llega al puente de La Chalana, en cuyas inmediaciones y al pasar bajo el mismo los integrantes de las peñas cantan la tradicional canción del "Chalaneru", terminando la travesía metros después en la salida al tradicional "Prau de la Chalana".
Tiene lugar todos los años, el sábado correspondiente entre los días del 19 al 25 de agosto en la capital del concejo, Pola de Laviana.
El Descenso Folclórico del Nalón está declarado como Fiesta de Interés Turístico Regional del Principado de Asturias y desde junio de 2020 está reconocida como Fiesta de Interés Turístico Nacional.

## Premios
Los máximos galardones son La Sopera en categoría absoluta y Soperina para los más pequeños. También están los premios especiales entre los que se encuentran: Folixa, Disfraces y Asturianía.
Cada categoría tiene una valoración individual en los premios especiales, así como un porcentaje de puntuación para la categoría absoluta

### Asturianía
(Trofeo propio - NO barema para Sopera). Se busca una temática asturiana, ya sea un tema de actualidad o proasturiano, sin tener que ser necesario un referente a la tradición o la cultura popular.

### Folixa
(Trofeo propio - Baremo del 20% en la Sopera). El objetivo de este premio es la animación, la murga, la interacción con el público, sobre todo una puesta en escena que represente la esencia del descenso.

### Embarcación
(Baremo del 80% en la Sopera) Está subdividido en tres apartados:
- Embarcación en Desfile: (Baremo del 40% en el apartado embarcación) Se valora la embarcación a nivel de vistosidad, proporciones, acabados, etc.

- Embarcación en la Chalana: (Baremo del 40% en el apartado embarcación) Tras resistir la fiereza del río Nalón, la embarcación será de nuevo valorada en el Prau de la Chalana, comprobando el estado de la misma, no pudiendo superar la puntuación que pudiera haber obtenido en el apartado embarcación.

- Disfraces: (Trofeo propio - Baremo del 20% en el apartado embarcación) Se valoran los disfraces que sean acordes con la embarcación así como su complejidad y vistosidad.

## Asociación Amigos del Descenso
La Asociación de Amigos del Descenso está formada actualmente por miembros integrantes de las peñas que participan en el Descenso, y tienen como objetivo promover, fomentar, impulsar y mantener la Festividad del Descenso Folklórico del Nalón.

## Actualidad
En la última edición celebrada el 20 de agosto de 2022, se proclamó ganador de la Sopera la Peña "Los del Bajo" (LDB) con su embarcación "Bajofest: mozo, una cerveza!". Los premios especiales de Folixa y Asturiania fueron en esta ocasión para la Peña "Soto de Agues".
La Soperina fue para la Peña Los Vela con la embarcación "Los vela"

## Galardonados
| Año  | Sopera        | Soperina      | Asturianía    | Folixa        | Vestuario     | Originalidad |
| ---- | ------------- | ------------- | ------------- | ------------- | ------------- | ------------ |
| 2019 | LDP           | Peña Los Vela | LDP           | Los Barettini | LDP           | N/D          |
| 2018 | LDP           | El Sol        | Victoria Team | LDP           | Les Llanes    | N/D          |
| 2017 | Los Barettini |               |               |               |               | N/D          |
| 2016 | LDP           | El Sol        | DESIERTO      | LDP           | Los Barettini | (b)          |
| 2015 | La Guitarra   | La Pandilla   | Los Peores    | La Guitarra   | La Guitarra   | La Guitarra  |
| 2014 | Otero Team    | La Pandilla   | DESIERTO      | (a)           | Otero Team    | Otero Team   |
| 2013 | Los Barettini | Boroñes       | (a)           | (a)           | (a)           | (a)          |
| 2012 | Los Barettini | (a)           | (a)           | (a)           | (a)           | (a)          |
| 2011 | Boroñes       | La Pandilla   | (a)           | El Cuélebre   | (a)           | (b)          |
| 2010 | Los Barettini | (a)           | El Cuélebre   | (a)           | (a)           | (b)          |
| 2009 | Los Barettini | (a)           | (a)           | (a)           | (a)           | (b)          |
| 2008 | Boroñes       | (a)           | (a)           | (a)           | (a)           | (b)          |
| 2007 | Boroñes       | (a)           | (a)           | (a)           | (a)           | (b)          |
| 2006 | Ribota        | (a)           | (b)           | (b)           | (b)           | (b)          |
| 2005 | Villoria      | (a)           | (b)           | (b)           | (b)           | (b)          |
| 2004 | Riscar        | (a)           | (b)           | (b)           | (b)           | (b)          |
| 2003 | Solis         | (a)           | (b)           | (b)           | (b)           | (b)          |
| 2002 | La Pajuela    | (a)           | (b)           | (b)           | (b)           | (b)          |
| 2001 | La Campurra   | (a)           | (b)           | (b)           | (b)           | (b)          |
| 2000 | El Bodegón    | (a)           | (b)           | (b)           | (b)           | (b)          |
| 1999 | Riscar        | (a)           | (b)           | (b)           | (b)           | (b)          |
| 1998 | Riscar        | (a)           | (b)           | (b)           | (b)           | (b)          |
| 1997 | Riscar        | (a)           | (b)           | (b)           | (b)           | (b)          |
| 1996 | La Pajuela    | (a)           | (b)           | (b)           | (b)           | (b)          |
| 1995 | La Pajuela    | (a)           | (b)           | (b)           | (b)           | (b)          |
| 1994 | La Pajuela    | (a)           | (b)           | (b)           | (b)           | (b)          |
| 1993 | (a)           | (a)           | (b)           | (b)           | (b)           | (b)          |
| 1992 | Riscar        | (b)           | (b)           | (b)           | (b)           | (b)          |
| 1991 | Villoria      | (b)           | (b)           | (b)           | (b)           | (b)          |
| 1990 | (a)           | (b)           | (b)           | (b)           | (b)           | (b)          |
| 1989 | (a)           | (b)           | (b)           | (b)           | (b)           | (b)          |
| 1988 | (a)           | (b)           | (b)           | (b)           | (b)           | (b)          |
| 1987 | (a)           | (b)           | (b)           | (b)           | (b)           | (b)          |
| 1986 | (a)           | (b)           | (b)           | (b)           | (b)           | (b)          |
| 1985 | Tolivia       | (b)           | (b)           | (b)           | (b)           | (b)          |
| 1984 | Tolivia       | (b)           | (b)           | (b)           | (b)           | (b)          |
| 1983 | (a)           | (b)           | (b)           | (b)           | (b)           | (b)          |
| 1982 | Villoria      | (b)           | (b)           | (b)           | (b)           | (b)          |
| 1981 | (a)           | (b)           | (b)           | (b)           | (b)           | (b)          |
| 1980 | El Cuélebre   | (b)           | (b)           | (b)           | (b)           | (b)          |
| 1979 | (El Cuélebre) | (b)           | (b)           | (b)           | (b)           | (b)          |
| 1978 | ANTROXU       | (b)           | (b)           | (b)           | (b)           | (b)          |
| 1977 | (a)           | (b)           | (b)           | (b)           | (b)           | (b)          |
| 1976 | (a)           | (b)           | (b)           | (b)           | (b)           | (b)          |
| 1975 | (a)           | (b)           | (b)           | (b)           | (b)           | (b)          |
| 1974 | (a)           | (b)           | (b)           | (b)           | (b)           | (b)          |
| 1973 | (a)           | (b)           | (b)           | (b)           | (b)           | (b)          |
| 1972 | (a)           | (b)           | (b)           | (b)           | (b)           | (b)          |
| 1971 | (a)           | (b)           | (b)           | (b)           | (b)           | (b)          |
| 1970 | (a)           | (b)           | (b)           | (b)           | (b)           | (b)          |
| 1969 | (a)           | (b)           | (b)           | (b)           | (b)           | (b)          |
| 1968 | (a)           | (b)           | (b)           | (b)           | (b)           | (b)          |

(a)- Se desconoce el dato   (b)- No existía la categoría